# Davoser Blätter
Die Davoser Blätter waren eine wöchentliche Unterhaltungszeitung für die Kurgäste von Davos im Schweizer Kanton Graubünden. Sie erschienen ab 1872 in deutscher Sprache, später auch englisch, französisch und russisch.

## Geschichte

### Gelangweilte Kurgäste möchten unterhalten werden
Davos wurde in der zweiten Hälfte des 19. Jahrhunderts als Luftkurort entdeckt. In rascher Folge wurden zahlreiche Hotels und Sanatorien gebaut. Den illustren Kurgästen konnte damals noch kaum sportliche Betätigung angeboten werden. Sie kurten monatelang auf passive Weise (etwa auf Liegestühlen). Umso grösser war das Bedürfnis nach gesellschaftlichen Anlässen und leichter Unterhaltung.

### Karikaturen sorgen für Empörung
1870 erschien ein erster Vorläufer der «Davoser Blätter», handgeschrieben von Studenten und mit humoristischem Inhalt. Ab 1872 gab der junge deutsche Buchhändler M. H. Wirth die «Davoser Fliegenden Blätter» heraus, zunächst in einer Auflage von nur 100 Exemplaren. In den ersten Jahren wurden sie in Basel gedruckt. Wirth schrieb in der Zeitung in satirischer Weise über das «Who is who» der Kurgäste. Insbesondere seine bissigen Karikaturen wurden bisweilen verärgert aufgenommen.

### Professionalisierung
1875 vereinfachte Wirth den Titel der Gästezeitung auf «Davoser Blätter». Gleichzeitig führte er die regelmässige wöchentliche Erscheinungsweise ein und schrieb neben Unterhaltungsartikeln auch Berichte über die Ereignisse des Kurorts.

### Verlagswechsel und Diversifizierung
1881 übernahm Hugo Richter die «Davoser Blätter», und gründete fast zeitgleich auch das «Wochenblatt für die Landschaft Davos», die spätere Davoser Zeitung. Von nun an wurden beide Blätter in Richters neuer Buchdruckerei in Davos gedruckt: die «Davoser Blätter» zur Unterhaltung der Kurgäste und das «Wochenblatt für die Landschaft Davos» als politische Zeitung für die einheimische Bevölkerung. Aufgrund von Beanstandungen musste Richter in den «Davoser Blättern» die Karikaturen streichen. Dafür wurde den vielbeachteten Gästelisten mehr Raum gegeben.

### Anderssprachige Ausgaben
Die zunehmend internationalere Herkunft der Gäste verlangte nach anderssprachigen Ausgaben der «Davoser Blätter». 1888 erschien erstmals «The Davos Courier» (englisch) und 1898 «Le courier de Davos» (französisch). In den Jahren 1909 und 1910 erschien zudem der russischsprachige «Evropejikie Kurorty».

### Dem Verkehrsverein vererbt
Hugo Richter trat die «Davoser Blätter» dem Verkehrsverein ab, bevor er 1921 starb.